# Алумиере
Алумиѐре (на италиански: Allumiere, на местен диалект la Lumiera, ла Лумиера) е малко градче и община в Централна Италия, провинция Рим, регион Лацио. Разположено е на 522 m надморска височина. Населението на общината е 4133 души (към 2011 г.).